# Tortula websteri
Tortula websteri är en bladmossart som beskrevs av H. Robinson 1965. Tortula websteri ingår i släktet tussmossor, och familjen Pottiaceae. Inga underarter finns listade i Catalogue of Life.